# 500 dni miłości
500 dni miłości (ang. (500) Days of Summer, 2009) – amerykański komediodramat romantyczny w reżyserii Marca Webba.
Historia w filmie pokazana jest w nieliniowej narracji. Przedstawia wspomnienia i spojrzenie głównego bohatera na własną historię miłosną.
Obraz swoją premierę miał podczas Sundance Film Festival 17 stycznia 2009 roku.

## Obsada
- Joseph Gordon-Levitt − Tom Hansen
- Zooey Deschanel − Summer Finn
- Geoffrey Arend − McKenzie
- Chloë Moretz − Rachel Hansen
- Matthew Gray Gubler − Paul
- Clark Gregg − Vance
- Patricia Belcher − Millie
- Rachel Boston − Alison
- Minka Kelly − Autumn
- Ian Reed Kesler − Douche

## Nagrody i nominacje
Złote Globy 2009
- nominacja: najlepszy film komediowy lub musical
- nominacja: najlepszy aktor w filmie komediowym lub musicalu − Joseph Gordon-Levitt

Independent Spirit Awards 2009
- najlepszy scenariusz − Scott Neustadter i Michael H. Weber
- nominacja: najlepszy film − Jessica Tuchinsky, Mark Waters, Mason Novick i Steven J. Wolfe
- nominacja: najlepsza główna rola męska − Joseph Gordon-Levitt

Nagroda Satelita 2009
- nominacja: najlepsza aktorka w filmie komediowym lub musicalu − Zooey Deschanel
- nominacja: najlepszy scenariusz − Scott Neustadter i Michael H. Weber